# فلاديمير كوجيف
فلاديمير كوجيف (بالروسية: Владимир Петрович Кужеев) هو لواء روسي عمل كمستشار عسكري لدى حكومة سوريا. انتشرت بعض الأخبار التي تُفيد بأنّ فلاديمير قد قُتلَ خلال الحرب الأهلية السورية. في أكتوبر/تشرين الأول 2012 وبعد وفاته؛ حصلت قناة العربية على مجموعة من الوثائق الشخصية التي تُؤكد على أنّ فلاديمير كان يعمل كجزء من عقد بموجبه قدّمت الحكومة الروسية المساعدة الأمنية إلى الأسد وتبيّن في هذه الوثائق كذلك أنّ المقابل كان سماح النظام السوري للدولة الروسية باسعمال جميع المرافق الأمنية في سوريا. لكن وبالرغم من ذلك فقد شككت قناة لبنان الآن في صحة ما نشرته قناة العربية. ظهر كوجيف في وقت لاحق على شاشة التلفزيون وبالتحديد في آب/أغسطس من عام 2012 حيث نفى كل التقارير التي أشارت إلى وفاته.